# اسدآباد کاشان
اسدآباد کاشان یکی از ده‌های کوچک کاشان می‌باشد که مساحت آن ۱۲۰۰ هکتار می‌باشد این مزرعه بر خلاف سایر مزارع دارای ۷ دانگ می‌باشد و شامل چهار چاه آبیاری و یک رشته قنات می‌باشد.
این مزرعه با مزارع باقر آباد کاشان و صفی آباد کاشان و سازمان دارالسلام همسایه می‌باشد.
روستای باقرآباد که اشاره شده روزگاری از آن ابراهیم خلیل خان عامری فرزند سهام السلطنه بوده است.پدر بزرگم نقل می کرد در سالهای دهه ی بیست یک بار ملک الشعرای بهار هم که از دوستان ابراهیم خلیل خان بود در سفر به کاشان به باقرآباد آمد. سه روستای اسدآباد-باقرآباد و گلشن آباد در زمان اصلاحات ارضی پهلوی دوم بین کشاورزان زحمتکش نگونبخت تقسیم نشد چون اربابهای این سه روستا با تطمیع قلدرهای سه روستا و آنها هم با تهدید مردم از آنها امضاء گرفتند که هیچگونه ادعایی نسبت به املاک و باغات و زمین‌های سه روستا ندارند و کارگران خوش نشینند. تا قبل از انقلاب اسلامی این سه روستا بارها بین متمولین خرید و فروش شد و پس از انقلاب هم با همهٔ تلاشی که فرزندان برخی روستائیان زحمتکش کردند زمین‌ها بینشان تقسیم نشد. (به روایت استاد عباس خوش عمل کاشانی-شاعر و روزنامه نگار معاصر که اجدادش نسل در نسل در دو روستای اسدآباد و باقرآباد به عنوان کشاورزان تهیدست و مظلوم زندگی کرده‌اند.)